# Центар за водене спортове Марија Ленк
Центар за водене спортове Марија Ленк (порт. Parque Aquático Maria Lenk) спортски је комплекс намењен спортовима за воду смештен у бразилском граду Рио де Жанеиру, у његовој четврти Бара да Тижука. Центар је добио име у знак сећања на трофејну бразилску пливачицу Марију Ленк (1915—2007) која је преминула свега три месеца пре отварања комплекса 2007. године. 
У оквиру центра налазе се олимпијски базен за пливачка такмичења и за ватерполо утакмице, базен за скокове у воду и затворени мањи базени за тренинге. Сви објекти у комплексу саграђени су у складу са стандардим Светске федерације водених спортова (ФИНА). 
Укупна површина објекта је око 42.000 м², а на трибинама има места за око 8.000 посетилаца. Стадион је прилагођен и особама са инвалидитетом. Објекат је наменски саграђен за такмичења у ватерполу, скоковима у воду и пливању током Панамеричких игара 2007. чији домаћин је био управо град Рио. Од 2008. објекат је под управом Олимпијског комитета Бразила 
Током Летњих олимпијских игара 2016. у Марија Ленк центру одржавала су се такмичења у скоковима у воду, синхронизованом пливању и утакмице групне фазе у ватерполу. 